# WIPO-Development-Agenda

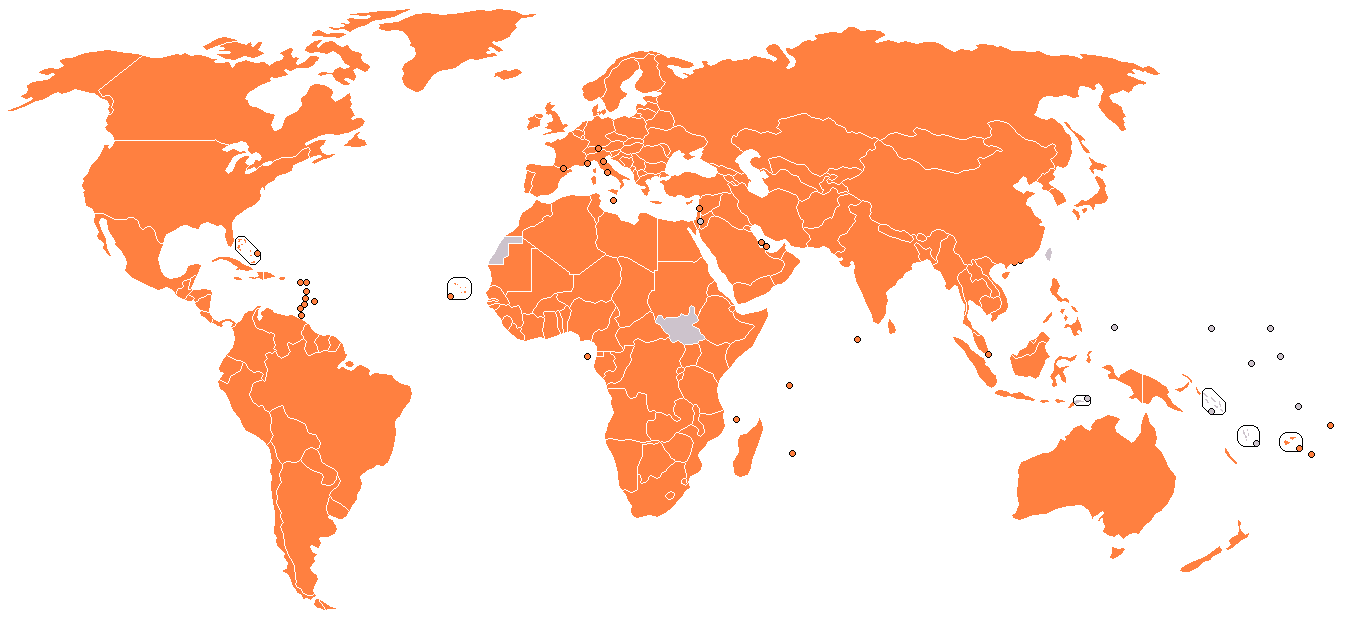
Mitglieder der WIPO.

Die WIPO-Development-Agenda ist ein Programm der Weltorganisation für geistiges Eigentum (WIPO) in Form von 45 Empfehlungen. Die Generalversammlung der WIPO hat es am 27. September 2007 verabschiedet. Nach der Doha-Runde der WTO von 2001 handelt es sich damit seit Jahrzehnten um das zweite internationale Abkommen, das einer stetigen Ausweitung intellektueller Eigentumsrechte kritisch gegenübersteht.

## Hintergrund
Die WIPO wurde ursprünglich gegründet, um geistige Eigentumsrechte in der Welt zu stärken. Seit 1974 ist es allerdings eine Unterorganisation der Vereinten Nationen und damit auch deren Entwicklungsauftrag verbunden. Zugleich gilt in ihr ein Wahlrecht, das jedem Land eine Stimme gewährt, womit es eine klare Stimmenmehrheit von Entwicklungsländern gibt. Trotzdem übten praktisch aus diversen Gründen für Jahrzehnte einzig die Verfechter stärkerer Eigentumsrechte die Kontrolle innerhalb der Organisation aus.

## Entstehung
Das Programm geht auf einen Vorschlag aus dem Jahr 2004 zurück, den Argentinien und Brasilien vorlegten. Argentinien wies vor allem auf die steigenden Wohlfahrtskosten hin, die eine weitere Verschärfung geistiger Eigentumsrechte mit sich brachte, sowie die Situation des internationalen Handels, in der stärkere Schutzrechte besonders die weit entwickelten Länder begünstigten. Der von der Generalversammlung angenommene Vorschlag setzte eine Reihe von Konferenzen auf Regierungsebene in Gange. 2006 gründete die WIPO den vorläufigen Ausschuss für Vorschläge im Zusammenhang mit der Development Agenda (Provisional Committee on Proposals Related to the Development Agenda - PCRA). Ein vorläufiger Ausschuss sammelte über 100 Vorschläge für aufzunehmende Programmpunkte.
Verfechter des Programms sehen sie als einen ersten Schritt, um die „Harmonisierung nach Oben“ aufzuhalten – den Trend, der das ganze 20. Jahrhundert bestimmte, in internationalen Abkommen zu geistigen Eigentumsrechten immer höhere Standards zugrunde zu legen. Forschern wie Peter Drahos und Christopher May zufolge begründet das Abkommen damit einen Paradigmenwechsel hin zu einer Auffassung von geistigen Eigentumsrechten, die auch die öffentliche Ordnung mit in Betracht zieht.
2005 gründete die WIPO einen Ausschuss, um die Diskussionen zu strukturieren. Der Ausschuss reichte 2007 einen Vorschlag mit 111 konkreten Empfehlungen an die Generalversammlung der WIPO, die im Laufe weiterer Verhandlungen auf 45 reduziert wurden. Im Laufe der Verhandlungen fielen alle expliziten Hinweise auf die Doha-Runde, Menschenrechte oder den Zugang zu Medizin aus dem Text der Development Agenda. Die Doha-Runde und Menschenrechte waren wichtige Referenzpunkte im Vorfeld und während der frühen Verhandlungen.

## Inhalt
Das Programm macht 45 Vorschläge, die in sechs Themenbereiche aufgeteilt sind. Während es unter Mitgliedern und Forschern Konsens ist, dass die Agenda sich gegen eine Verschärfung geistiger Eigentumsrechte wendet, ist weit umstrittener, wofür sie konkret steht. Nach Einschätzung der WIPO sind 19 dieser Empfehlungen sofort umsetzbar, da für ihre Umsetzung keine zusätzlichen Ressourcen gebraucht werden.
- Themenkomplex A: Technische Hilfe und Kapazitäten: Die Vorschläge hier zielen darauf ab, Prozesse innerhalb der WIPO transparent zu gestalten. Hilfeleistungen durch die Organisation sollen nur nach Anforderung der betroffenen Länder kommen, durch unabhängige Experten durchgeführt werden, und auf die spezifischen lokalen Umstände Rücksicht nehmen.

- Themenkomplex B: Flexibilität internationaler Abkommen: Fordert insbesondere, dass Abkommen transparent und unter weiterer Beteiligung - inklusive von unabhängigen Experten und NROs - verhandelt werden sollen. Neue Abkommen soll es nur dann geben, wenn die Mitgliedsländer dies wünschen. Die Abkommen selbst sollen im Einklang mit dem Entwicklungsziel der Vereinten Nationen stehen.

- Themenkomplex C: Technologietransfer und Zugang zu Wissen: Fordern einen besseren Informationsfluss von Wissen von den Entwickelten in die Entwicklungsländer, fordern den Entwicklungsbegriff selbst von seiner rein ökonomischen Betrachtung zu lösen, und den weiten Entwicklungsbegriff der UNO zu verwenden.

- Themenkomplex D: Überprüfung der Arbeit der WIPO: fordert jährliche Überprüfung der WIPO im Hinblick auf deren Aktivitäten zur Entwicklung.

- Themenkomplex E: WIPO als Institution: fordert vor allem transparente Verfahrensweisen, Prozesse, an denen alle Betroffenen beteiligt sind, und eine engere Zusammenarbeit mit anderen UNO-Unterorganisationen.

- Themenkomplex F: Anderes. Besteht aus einer Empfehlung, die Politik des Schutzes geistigen Eigentums „im Zusammenhang breiterer gesellschaftlicher Interessen“ zu betreiben.

Peter Yu beschreibt die Ziele des Programms in zwei Bereichen: Zum einen soll die WIPO selbst reformiert werden, insbesondere soll der Einfluss von Entwicklungsländern größer werden, und die Organisation ihren Handlungen einen breiteren Entwicklungsbegriff zugrunde legen als bisher. Entwicklung soll in allen Aktivitäten und Programmen der WIPO berücksichtigt werden.
Zum anderen soll die Balance im internationalen Patent- und Urheberrecht sich ändern, indem ein stärkerer Fokus auf Wissenstransfer gelegt wird. Der Schutz traditionellen Wissens und traditioneller kultureller Ausdrucksformen auf internationalem Level soll gewährt werden.

## Umsetzung
Da die Formulierung der Punkte ebenso wie die Annahme durch die Generalversammlung neue Verfahrensweisen sind, ist die Bedeutung des Programms im Völkerrecht noch ungeklärt. Ebenfalls ist noch offen, wie sehr das Programm einzelne Akteure rechtlich bindet. Außerdem ist unklar, ob die Generalversammlung und nicht die Konferenz ein solches Programm annehmen kann.
Empfehlungen und Beschlüsse der WIPO entfalten keine bindende Wirkung auf die Mitgliedsstaaten. In diesem Bereich wirkt sie als „soft law.“ Da es sich nur um Empfehlungen handelt, übt die Agenda auch keine unbedingt wirkende Bindung auf die WIPO selber aus.
Zusammen mit den Empfehlungen gründete die Generalversammlung einen Ausschuss für Entwicklung und Geistiges Eigentum (Committee on Development and Intellectual Property - CDIP), der die weitere Umsetzung der Empfehlungen durchsetzen soll. Dieser soll der Reihe nach durch alle Empfehlungen gehen, Diskussionsbeiträge der einzelnen Regierungen einholen, und eine Abschätzung des Aufwandes durch das Generalsekretariat der WIPO einholen, bevor er sich an die Umsetzung macht. Voraussichtlich wird dies ein langwieriger Prozess. Er traf das erste Mal im März 2008 zusammen, ein zweites Mal im Juli desselben Jahres. WIPO-Generalsekretär Francis Gurry hat sich verpflichtet, die Umsetzung des Programms eng zu begleiten.
Das sich ändernde Klima innerhalb der WIPO und auch der WTO sorgt dafür, dass die entwickelten Länder als Verfechter starker Rechte sich Foren außerhalb dieser Institutionen suchen, seien es bilaterale Verhandlungen, seien es multilaterale Abkommen außerhalb der etablierten Organisationen wie das Anti-Counterfeiting Trade Agreement. Die Studien, die das Programm vorsieht, und die sich beispielsweise mit der Bedeutung des Public Domains auseinandersetzen und mit der Bedeutung traditionellen Wissens für Urheber- und Patentrecht, wurden zum Teil bereits durchgeführt. Empfehlungen, umfassende Schrankenregelungen für Blinde in das internationale Urheberrecht aufzunehmen, werden 2011 von der WIPO diskutiert, und vermutlich in absehbarer Zeit in die internationalen Vertragswerke aufgenommen.